# القتل من الدرجة الثالثة
«القتل من الدرجة الثالثة» هو أحد تصنيفات القتل العمد المحدّدة في قوانين بعض الولايات المتحدة؛ تحديداً ولايات [[فلوريدا|، مينيسوتا، بنسلفانيا. وقد كان معرّفاً في قانون نيومكسيكو (حيث كان قانونها سابقاً يصنّف القتل بخمس درجات) وويسكونسن أيضاً.
اعتماداً على الولاية، قد يشمل القتل من الدرجة الثالثة القتل العمد، بغض النظر عن الجناية الكامنة، أو القتل العمد فقط عندما تكون الجناية الأساسية غير عنيفة، أو قتل المنحرفين. يعاقب عليها بالسجن لمدة أقصاها 40 سنة في فلوريدا (في حالة المجرم العنيف) وبنسلفانيا، و25 سنة سجن في ولاية مينيسوتا.

## التاريخ
تمّ أول تقسيم عام لجريمة القتل العمد إلى فئات فرعية متدرجة في قانون بنسلفانيا عام 1794. غالباً ما يتم تفسير هذا التشريع من حيث الرغبة في تضييق نطاق تطبيق عقوبة الإعدام في ولاية بنسلفانيا، وفي الولايات الأخرى، التي صنّفت القتل فيما بعد إلى درجتين: أولى وثانية. طبّق القانون العام الإنجليزي الذي اعتمد في قوانين الولايات الأمريكية في ذلك القوت، عقوبة الإعدام على عدد كبير من الجرائم، ونتيجة لذلك، قُسّمت جريمة القتل قانونياً إلى درجتين أولى وثانية، وبدأت بتطبيق عقوبة الإعدام فقط على المجرمين المدانين بجرائم قتل من الدرجة الأولى. بحلول عام 1953، وضعت الولايات الثلاث ويسكونسن ومينيسوتا وفلوريدا مزيداً من التصنيفات الفرعية لجرائم القتل من الدرجة الثالثة.

## مطالعة إضافية
- "A Comparative Review of States' Recognition of Reduced Degrees of Felony Murder". Washington and Lee Law Review. ج. 40 ع. 4. 1983. مؤرشف من الأصل في 2020-05-30. اطلع عليه بتاريخ 2018-03-13.